# Lotophila nepalensis
Lotophila nepalensis är en tvåvingeart som beskrevs av Hayashi 1991. Lotophila nepalensis ingår i släktet Lotophila och familjen hoppflugor.
Artens utbredningsområde är Nepal. Inga underarter finns listade i Catalogue of Life.